# Église évangélique syriaque
L'Église évangélique syriaque est un ensemble de petites communautés protestantes nées de l'activité de missionnaires protestants dans la communauté syriaque orthodoxe (jacobite) au Proche-et-Moyen-Orient à partir du XIXe siècle.